# A.S.D. Atletico Elmas
Associazione Sportiva Dilettantistica Atletico Elmas là một câu lạc bộ bóng đá Ý đến từ Elmas, Sardinia.

## Lịch sử
ASD Atletico Elmas được thành lập vào mùa hè năm 2010 sau khi sáp nhập giữa ASD Atletico Decimomannu (câu lạc bộ của Eccellenza Sardinia) và Polisportiva Elmas (câu lạc bộ của Prima Cargetoria Sardinia).
Vào mùa hè 2012, đội đã không tham gia 2012-13 Eccellenza và đã xuống hạng Promozione.